# امیر صباح
امیر صباح (عربی: امير صباح حسين الحمداني؛ زادهٔ ۱۰ ژانویهٔ ۱۹۸۸) بازیکن فوتبال اهل عراق است.
از باشگاه‌هایی که در آن بازی کرده‌است می‌توان به باشگاه فوتبال الشرطه (عراق) و باشگاه فوتبال امانت بغداد اشاره کرد.
وی همچنین در تیم ملی فوتبال عراق بازی کرده‌است.